# آمبر برای همیشه
آمبر برای همیشه (انگلیسی: Forever Amber) نام رمان عاشقانه است که توسط کاتلین وینسور، نویسندهٔ اهل ایالات متحده آمریکا نوشته شده‌است. این کتاب تحت عنوان "عنبر" توسط مجید مسعودی به فارسی برگردان شده است.